# Andrea Carnevale
Andrea Carnevale, född 12 januari 1961 i Monte San Biagio, Latina, är en italiensk före detta fotbollsspelare. Han vann Serie A två gånger med Napoli och representerade Italien vid både EM 1988 och VM 1990. Han arbetar numera som scout för sin gamla klubb Udinese.

## Spelarkarriär
Efter att ha spelat ungdomsfotboll för lilla FC Fondi fick Carnevale som 17-åring chansen i Latina i Serie C1. Han imponerade såpass att han 1979 köptes av Serie A-klubben US Avellino.
Helt ordinarie på seniornivå blev Carnevale först säsongen 1981/1982 med Reggiana i Serie B. Under två säsonger spelade han 66 matcher och svarade för 16 mål.
Efter sejourer i Cagliari och Catania slog sig Carnevale på allvar in i Serie A med Udinese.
Framgången i Udinese tog honom 1986 till Napoli för en övergångssumma på 4 miljarder lire. Under sina fyra år i Napoli vann Carnevale Serie A två gånger och UEFACupen en.
1990 flyttade Carnevale till Roma. Efter att ha gjort fyra mål på de fem matcher stängdes Carnevale tillsammans med Angelo Peruzzi av för doping. Efter avstängningen spelade han dock vidare i Roma under totalt fyra säsonger.
1993 återvände Carnevale till sin gamla klubb Udinese och de fyra sista säsongerna delades mellan den klubben och Pescara.

### Landslag
Carnevale representerade Italien vid både OS 1988 och VM 1990. Carnevales sista match i landslaget var Italiens öppningsmatch mot Österrike i VM 1990, där han byttes ut mot Salvatore Schillaci, som senare blev turneringens skyttekung.

## Meriter
- VM-brons: 1

1990 med Italien.
- Mästare i UEFA-Cupen: 1

1988/1989 med Napoli.
- Mästare i Serie A: 2

1986/1987 och 1989/1990 med Napoli.
- Mästare i Coppa Italia: 1

1986/1987 med Napoli.